# Agrias joffrei
Agrias joffrei är en fjärilsart som beskrevs av Le Moult 1931. Agrias joffrei ingår i släktet Agrias och familjen praktfjärilar. Inga underarter finns listade i Catalogue of Life.